# Kazakhstan International
Die Kazakhstan International sind offene internationale Meisterschaften von Kasachstan im Badminton. Sie wurden erstmals im Jahr 2015 ausgetragen, weitere Austragungen folgten ab 2018. 2023 startete mit der Kazakhstan Future Series eine weitere internationale Meisterschaft in Kasachstan.

## Die Sieger
| Saison    | Herreneinzel      | Dameneinzel           | Herrendoppel                         | Damendoppel                              | Mixed                                |
| --------- | ----------------- | --------------------- | ------------------------------------ | ---------------------------------------- | ------------------------------------ |
| 2015      | Vladimir Malkov   | Evgeniya Kosetskaya   | Lim Ming Chuen Ong Wei Khoon         | Tatjana Bibik Ksenia Polikarpova         | Anatoliy Yartsev Evgeniya Kosetskaya |
| 2016 2017 | nicht ausgetragen | nicht ausgetragen     | nicht ausgetragen                    | nicht ausgetragen                        | nicht ausgetragen                    |
| 2018      | Dmitriy Panarin   | Anastasia Redkina     | Dmitriy Panarin Artur Niyazov        | Ekaterina Kadochnikova Anastasia Redkina | Rodion Kargaev Viktoriia Vorobeva    |
| 2019      | Ditlev Jæger Holm | Natalia Perminova     | Jeppe Bruun Ditlev Jæger Holm        | Viktoriia Kozyreva Mariia Sukhova        | Jeppe Bruun Irina Amalie Andersen    |
| 2020 2022 | nicht ausgetragen | nicht ausgetragen     | nicht ausgetragen                    | nicht ausgetragen                        | nicht ausgetragen                    |
| 2023      | Sheng Xiaodong    | Mikaela Joy De Guzman | Arryan R. Aji Syam Prasad Udayakumar | Nargiza Rakhmetullayeva Aisha Zhumabek   | Dmitriy Panarin Kamila Smagulova     |
| 2024      | Tharun Manepalli  | Anupama Upadhyaya     | Lucas Corvée Ronan Labar             | Kaho Osawa Mai Tanabe                    | Wong Tien Ci Lim Chiew Sien          |